# Сон Хак Сон
Сон Хак Сон (кор. 송학성; род. 2 июля 1979) — южнокорейский боксёр, представитель полутяжёлой весовой категории. Выступал за национальную сборную Южной Кореи по боксу в 2000-х годах, серебряный призёр Азиатских игр, бронзовый призёр чемпионата Азии, обладатель серебряной медали Восточноазиатских игр, участник летних Олимпийских игр в Афинах.

## Биография
Сон Хак Сон родился 2 июля 1979 года.
Впервые заявил о себе в боксе на международной арене в 1996 году, выступив на юниорском мировом первенстве в Гаване.
Первого серьёзного успеха на взрослом международном уровне добился в сезоне 2001 года, когда вошёл в основной состав южнокорейской национальной сборной и побывал на Восточноазиатских играх в Осаке, откуда привёз награду серебряного достоинства — в решающем финальном поединке полутяжёлой весовой категории проиграл казаху Олжасу Оразалиеву. Также в этом сезоне принял участие в матчевой встрече со сборной Австралии, выиграв по очкам у австралийского боксёра Тима Белла.
В 2002 году выступил на чемпионате мира среди военнослужащих CISM в Ирландии, но попасть здесь в число призёров не смог.
В 2003 году одержал победу на международном турнире «Золотой пояс» в Бухаресте, где помимо прочего в финале взял верх над титулованным итальянцем Клементе Руссо, стал серебряным призёром на международном турнире Box-Am в Севилье, уступив в финале шотландцу Кенни Андерсону, выступил на Афроазиатских играх в Хайдарабаде (побеждён в четвертьфинале угандийцем Джозефом Лубегой) и на чемпионате мира в Бангкоке (выбыл уже на ранней стадии турнира).
Выиграв Азиатский квалификационный турнир в Гуанчжоу, удостоился права защищать честь страны на летних Олимпийских играх 2004 года в Афинах. На Играх, однако, уже в стартовом поединке категории до 81 кг со счётом 19:25 потерпел поражение от алжирца Абдельхани Кензи и сразу же выбыл из борьбы за медали.
После афинской Олимпиады Сон остался в составе боксёрской команды Южной Кореи на ещё один олимпийский цикл и продолжил принимать участие в крупнейших международных турнирах. Так, в 2005 году он боксировал на мировом первенстве в Мяньяне, где в 1/16 финала полутяжёлого веса проиграл казаху Ердосу Джанабергенову. Кроме того, выиграл бронзовую медаль на Кубке арены в Пуле, успешно выступил на Кубке мира в Москве.
В 2006 году принял участие в матчевой встрече со сборной США в Рино, выиграв по очкам у американского боксёра Брэндона Гонсалеса. Завоевал серебряную медаль на Азиатских играх в Дохе, где в финале был побеждён таджиком Джахоном Курбановым.
В 2007 году стал бронзовым призёром на азиатском первенстве в Улан-Баторе, уступив в полуфинале узбеку Аббосу Атоеву. Также отметился выступлением в матчевой встрече со сборной Франции в Кале, проиграв французу Абделькадеру Бухении.
Пытался пройти отбор на Олимпийские игры 2008 года в Пекине, однако на Азиатских олимпийских квалификационных турнирах в Бангкоке и Астане выступил неудачно, выбыв из борьбы в четвертьфиналах — был остановлен Джахоном Курбановым и Ихабом аль-Матбули соответственно.